# Rybka
Rybka (с чеш. Рыбка) — компьютерная шахматная программа, разработанная международным мастером по шахматам Васиком Райлихом. С мая 2008 года по декабрь 2010 года Rybka была сильнейшей шахматной программой во всех известных рейтинговых списках. Rybka выиграла множество официальных Компьютерных шахматных турниров, включая Чемпионат мира по шахматам среди компьютерных программ в 2007, 2008, 2009 и 2010 годах. В феврале 2011 проиграла матч из сорока партий программе Гудини (Houdini 1.5a) со счётом 23½ — 16½. Программа поддерживает однопроцессорный и многопроцессорный режимы. Всего поддерживается до 2048 ядер. Существуют как 32-разрядные, так и 64-разрядные версии программы.
В 2011 году последовало обвинение в плагиате — использовании исходного кода сторонних программ. Автору поступило требование вернуть все шахматные награды и призовые деньги, завоёванные программой, а также было заявлено об отказе в праве участвовать в будущих чемпионатах мира; это же было рекомендовано сделать организаторам других турниров.

## Название
Слово Rybka означает на чешском и польском языках то же самое, что и в русском: «рыбка». В интервью на вопрос Александра Шмидта: «Вы выбрали имя Rybka, потому что программа всегда выскальзывает из рук, будто рыбка?», Васик Райлих ответил: «Что касается имени Rybka, я прошу прощения, но это останется моей маленькой тайной».

## Сила игры
Версия 2.2n2 имела рейтинг 3110 Эло на 4-ядерном процессоре, а Rybka 3 примерно на 100 пунктов сильнее, чем 2.2n2. Текущая версия Rybka использует многопроцессорность, увеличивая рейтинг примерно на 50 пунктов Эло при удвоении количества процессоров.
Оценочная функция Rybka рассматривается разработчиками как одно из главных преимуществ среди конкурирующих программ.
Использование побитового представления клеток доски увеличивает эффективность на 60 % при запуске в 64-разрядном режиме, что, в свою очередь, приводит к приблизительно 40 дополнительным пунктам рейтинга Эло.
26 сентября 2008 вышел рейтинговый список SSDF, с Deep Rybka 3 на первом месте с рейтингом 3238.
Хотя и официально заявлена поддержка программой до 2048 вычислительных ядер, эффективность распараллеливания крайне низкая на большом количестве потоков. Заявленные 2048 ядер - больше похожи на маркетинговый ход разработчиков.

## Внутренние качества
Rybka — программа с закрытым исходным кодом, однако некоторые подробности известны: Rybka использует побитовое представление шахматных позиций и альфа-бета-отсечение с относительно большим «окном стремления» (англ. aspiration search window). Она использует очень агрессивное сокращение возможных решений, что приводит к несбалансированным деревьям поиска. Детали функции оценки неизвестны, но начиная с версии 2.3.1 в ней использованы идеи гроссмейстера Ларри Кауфмана, бо́льшая часть которых была предложена в его публикациях 1990-х годов о материальном дисбалансе.
В 2007 году Rybka была обвинена в том, что была основана на программе Fruit, но Райлих категорически отверг это утверждение.

## Создатели

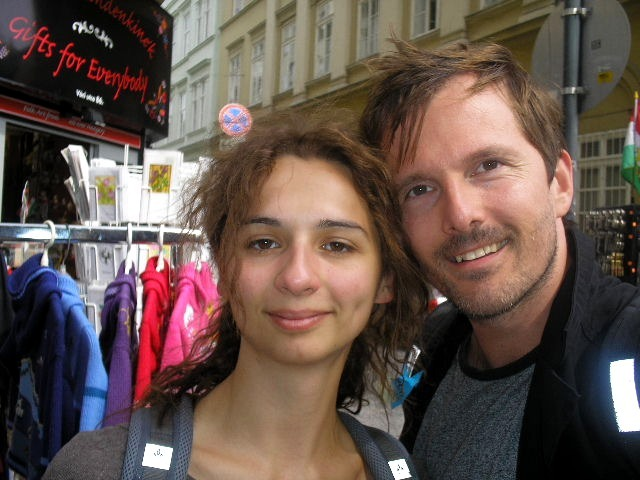
Ивета и Васик Райлихи

Команда Рыбки необычна среди создателей компьютерных шахматных программ — среди её главных участников немало сильных шахматистов. Васик Райлих, главный автор Рыбки, является международным мастером (IM). Международный гроссмейстер (GM) Ларри Кауфман, победивший в 2008 году на чемпионате мира для ветеранов (старше 60 лет), начиная с версии 2.3 отвечает за функцию оценки. Ивета Райлих, главный испытатель и идейный вдохновитель программы Rybka, является женщиной-гроссмейстером (WGM) и международным мастером (IM). Йерун Номен (использовавший в работе программу REBEL) и Даг Нильсен, авторы дебютных книг — сильнейшие игроки в усовершенствованные шахматы. 

## История
Васик Райлих начал работу над созданием компьютерной шахматной программы в начале 2003 года. 2 декабря 2005 года была выпущена бета-версия Rybka 1.0.

### Участие в турнирах
В 2005 году, с 27 декабря по 30 декабря, Rybka участвовала в 15-м Международном компьютерном шахматном чемпионате в Падерборне (IPCCC). Rybka выиграла турнир, набрав 5½ очка из 7 возможных, опередив такие программы как Gandalf, Zappa, Spike, Shredder и Fruit.
На Интернет-чемпионате по шахматам (CCT8), проходившем с 25 февраля по 26 февраля 2006 года, Rybka победила, набрав 8 очков из 9 возможных, сыграв без поражений. В апреле 2006 года в основном турнире PAL/CSS Freestyle, играя без помощи человека, Rybka 1.1 заняла первое место. В финальном турнире Rybka 1.1 разделила второе и третье место, после Hydra. В 6-м турнире ICT в Лейдене в мае 2006 Rybka победила, набрав 8½ из 9 и обыграв Sjeng, Gandalf и Shredder. В 14-м Чемпионате мира по шахматам в Турине (Италия) в мае 2006, Rybka, игравшая под названием Rajlich, разделила второе место с программой Shredder, с которой сыграла вничью, после программы Junior, выигравшей титул Чемпиона мира 2006. В июне 2006 в главном турнире PAL/CSS Freestyle команда Rybka, игравшая под именем Rajlich, разделила первое место с Intagrand. В финале же Rybka заняла чистое первое место. В 2006 на Открытом компьютерном чемпионате Нидерландов по шахматам (ODCCC) Rybka 2.2 стала первой с максимальной суммой очков — 9 из 9 возможных. В декабре 2006 Rybka участвовала в 17-м IPCCC. Rybka выиграла турнир, набрав 6½ очка из 7 возможных.
В феврале 2007 года Rybka участвовала в турнире CCT9 и выиграла его с 6/7 очками. В 7-м турнире ICT в Лейдене в мае 2007 Rybka победила, набрав 7½ из 9 очков, впереди Zappa и HIARCS. Rybka выиграла 15-й Чемпионат мира по шахматам среди компьютерных программ в июне 2007 с 10 очками из 11 возможных. Команда Rybka, игравшая под именем Rajlich, выиграла в июне 2007 турнир PAL/CSS Freestyle, завершив его с 6/9 очками. Позже в том же году она снова победила на ODCCC, набрав 8/9 очков.
В январе 2008 года Rybka заняла первое место в CCT10, набрав 5,5/7 очка. В октябре 2008 Rybka выиграла 16-й Чемпионат мира по шахматам среди компьютерных программ, проходивший в Пекине, Китай, набрав 8/9. Месяц спустя Rybka выиграла 28-й ODCCC, набрав максимальные 9/9 очков.
В марте 2009 года Rybka выиграла CCT11 с 7,5/9 очка и 17-й Чемпионат мира по шахматам среди компьютерных программ (Памплона, Испания), набрав 8/9 очков. В октябре 2009 Rybka выиграла 29-й ODCCC с результатом 7,5/9.

### Гандикап-матчи Рыбки против гроссмейстеров
После того, как первой среди программ Rybka выиграла гандикап-матч с гроссмейстером (у Яана Эльвеста, которому была предложена фора в пешку), Ларри Кауфман из команды Rybka пообещал собственный денежный приз, если человек сможет выиграть у Рыбки в матче из шести партий без форы. Гроссмейстер Яан Эльвест позже повторно сыграл с Рыбкой, имея двойное преимущество во времени на обдумывание ходов и белый цвет в каждой партии, при этом Rybka имела трёхходовую дебютную книгу, ограниченный размер кэша (512 Мб) и не имела доступа к базе эндшпильных окончаний (матч назывался «Всё, кроме пешки»). Матч закончился со счётом 4,5-1,5 после трех побед Рыбки и трех ничьих.
В марте 2008 года Rybka играла гандикап-матч из восьми партий против гроссмейстера Романа Джинджихашвили чёрными «без пешки и хода», с 3 марта по 8 марта. Результат был 4—4, после 2 побед Рыбки, 4 ничьих и 2 поражений.
В сентябре 2008 года Rybka играла гандикап-матч против гроссмейстера Вадима Милова, своего сильнейшего соперника в подобных матчах (Милов на тот момент имел рейтинг Эло 2705, 28-й в мире). Результатом была победа человека, доставшаяся Милову с трудом. В двух партиях без форы Милов проиграл Рыбке белыми 1½-½. Имея преимущество «в пешку и ход», он выиграл 1½-½. Также он победил 2½-1½ (3 ничьи, 1 победа), играя черными без коня, а Rybka без ладьи.

### Матч с Zappa
В сентябре 2007 года шахматная программа Zappa победила Рыбку в матче со счетом 5½-4½. Ключевой была 180-ходовая четвёртая партия, которую сначала могла выиграть Рыбка (одним точным ходом 52.Qe1), а потом закончиться вничью при соблюдении правила 50 ходов. Однако, чтобы избежать ничьей на 109-м ходу вследствие данного правила, из-за особенности программы Рыбка пожертвовала свою пешку. Потеря пешки в конечном счете позволила Zappa свести на нет обороноспособность Рыбки и выиграть партию.

## Версии
- 2010-05-26 Rybka 4 Архивная копия от 26 мая 2010 на Wayback Machine
- 2008-07-29 Rybka 3 UCI
- 2007-06-19 Rybka 2.3.2a UCI
- 2007-03-02 Rybka 2.3.1 UCI
- 2007-02-15 Rybka 2.3 и 2.3LK (Ларри Кауффман) UCI
- 2006-11-10 Rybka 2.2 UCI
- 2006-09-26 Rybka 2.1o UCI
- 2006-07-17 Rybka 2.1 UCI
- 2006-06-10 Rybka 2.0 Beta
- 2005-10 Rybka 1.0 Beta

### Версия 3
В то время как предыдущие версии Rybka были выпущены исключительно компанией Convekta, Rybka 3 была выпущена совместно ChessBase и Convekta. Хотя Rybka 3 остается шахматной программой с UCI интерфейсом, она имеет дополнительные особенности, когда выполняется в пользовательской оболочке ChessBase или Convekta. В интервью с Франком Куизинским Васик Райлих рассказал о планах относительно будущего графического интерфейса пользователя (GUI), который «должным образом отобразит шахматное знание пользователю», наиболее вероятно в форме графической оценки фигур на доске. Графический интерфейс пользователя, названный Aquarium («Аквариум»), был выпущен компанией ChessOK, прежде известной как Convekta.
Поддержка Chess960 (шахмат Фишера) была осуществлена для шахматного турнира в Майнце 2007 года, где впоследствии Rybka выиграла компьютерный турнир по шахматам Фишера.
Было много общих усовершенствований силы игры, включая улучшение многопроцессорной производительности, увеличенную эффективность поиска и лучшую оценку позиции. Созданы три программных стиля: оптимальный, человеческий и динамический. Дебютная книга теперь продается как отдельный продукт. Рейтинг-листы шахматных программ показали, что Rybka 3 превышает рейтинг предыдущей версии Rybka практически на 100 пунктов Эло.

### Версия 4
- Rybka 4 была выпущена 26 мая 2010 года. Васик Райлих дал следующую информацию на форуме Rybka:[47]
  - Rybka 4 является нормальным UCI-движком, без защиты от копирования.
  - Есть отдельные однопроцессорные и мультипроцессорные версии.
  - Полные шахматные пакеты анализа, которые включает Rybka 4, будут сделаны ChessBase (www.chessbase.com) и Convekta/ChessOK (www.chessok.com).
  - Обычная Rybka 4 UCI без графического интерфейса (GUI) доступна для загрузки только от RybkaChess (www.rybkachess.com).
  - Все эти версии Rybka 4 будут идентичны и могут использоваться в любом UCI-совместимом GUI.

### Выпуск будущих дополнений
- Нативная поддержка Linux была подтверждена без указания определенной даты. План выпуска программы на не-Windows платформах ожидается после завершения Rybka версии 3.0. Однако Rybka работает под программным обеспечением Wine, а 64-битовая Rybka выполняется и под Linux, и под Mac OS X с использованием экспериментального, Rybka-определенного уровня трансляции, названного «microwine»[48].
- Поддержка Pocket PC и подобных мобильных устройств[49].

## Конфликт со Strelka
В мае 2007 года появилась новая шахматная программа Strelka, предложенная Юрием Осиповым. Вскоре возникли утверждения, что Strelka была клоном Rybka 1.0 beta в том смысле, что это была перепроектированная и немного изменённая версия Rybka. Некоторые из шахматистов нашли, что у Strelka идентичный с Rybka анализ во множестве различных ситуаций, в некоторых случаях даже те же самые ошибки и слабости. Осипов, однако, неоднократно заявлял на форумах, что Strelka была основана на Fruit, а не на Rybka, и что любые общие черты были или потому, что Rybka также была основана на Fruit, или из-за настроек функции оценки, сделанными близкими к Rybka, насколько возможно.
С выпуском Strelka 2.0 beta был включён исходный код. В. Райлих, создатель Rybka, заявил «очевидность» того, что Strelka 2.0 beta была клоном Rybka 1.0 beta, хотя не без некоторых усовершенствований определенных областей. На основе этого он назвал код своим собственным и намеревался повторно выпустить его под собственным названием, хотя позже он этого не сделал. Он также утверждал, что «Yuri Osipov» был псевдонимом.
Согласно Виктору Захарову (компания Convekta) в его обзоре для шахматного веб-сайта Арены: «Я полагаю, что Юрий Осипов (Иванович) — настоящее имя. Он не скрывал его. Однако я не могу утверждать это со 100%-ой гарантией.» Он также немного контактировал с Юрием Осиповым для развития мобильной платформы шахматных программ.
Однако автор программы Fruit Фабиан Летузье ясно выразил в открытом письме, упомянутом выше, что версия Strelka 2.0 beta является производной Fruit с некоторыми незначительными изменениями.

## Конфликт с IPPOLIT
Шахматная программа IPPOLIT была выпущена в октябре 2009 года со своим исходным кодом. Некоторые испытатели утверждают, что IPPOLIT сильнее, чем Rybka 3, в то время как другие независимые источники утверждают, что Rybka и IPPOLIT имеют примерно одинаковую силу, работая на единственном основном центральном процессоре. Васик Райлих, автор Rybka, сослался, что IPPOLIT может быть декомпилированной версией Rybka, и что вовлечённые люди держали его в курсе своего продвижения через электронную почту. На октябрь 2009 года нет никакого категорического доказательства относительно происхождения IPPOLIT, является ли она оригинальной работой или клоном. Несмотря на мнение Райлиха, существует утверждение, что IPPOLIT не клон Rybka из-за значимых различий, таких как меньшая используемая область памяти и различное знание эндшпиля, особенно способность превращения пешки в слона, которое не поддерживается Rybka.

## Дисквалификация и лишение всех наград
В 2011 году комиссия из 34 разработчиков шахматных программ обвинила Rybka в заимствовании открытого исходного кода программ Crafty и Fruit. Вследствие этого исполком Международной ассоциации компьютерных игр потребовал у Васика Райлиха вернуть все полученные ранее награды и призовые шахматных соревнований. Было заявлено о недопущении программы на будущие чемпионаты мира; комитет WCCC рекомендовал организаторам других соревнований также отказать Rybka в участии.